# 野村芳太郎
野村 芳太郎（のむら よしたろう、1919年（大正8年）4月23日 - 2005年（平成17年）4月8日）とは、日本の映画監督。父は映画監督の野村芳亭、祖父は浮世絵師の二代目野村芳国。

## 来歴
父・芳亭は日本の映画監督の草分け的存在で、松竹蒲田撮影所の所長も務めた。その関係で、京都と東京を行き来して育つ。京都市生まれで、生後まもなく東京市浅草区に移った。蒲田小学校から暁星小学校、暁星中学校を経て慶應義塾大学文学部芸術学科卒業。大学卒業後の1941年、松竹大船撮影所に入社。
1946年に復員。黒澤明作品の『醜聞』『白痴』では助監督を務め、黒澤からは「日本一の助監督」と評価された。1952年の『鳩』で監督デビュー。初期は会社の意向に従って喜劇から時代劇まであらゆるジャンルの作品を手掛ける職人監督に徹した。
野村の名を広めたのは1958年の『張込み』。以降ショッキングな描写を伴う社会派的色彩の強いサスペンスを数多く撮るようになり、名作を世に送り出した。1974年に監督した松本清張原作の『砂の器』ではモスクワ国際映画祭の審査員特別賞を受賞。1978年、松本と共に「霧プロダクション（霧プロ）」を設立。松本清張作品の映画化を多く手掛けたが、1983年の『迷走地図』で確執が生じ、1984年に解散。製作者としても『八甲田山』などを手掛けた。
1985年、紫綬褒章受章。1995年、勲四等旭日小綬章受章。2005年4月8日午前0時15分、肺炎のため東京都内の病院で死去。享年85。法名は映芳院釋顕真。墓所は築地本願寺和田堀廟所。

## 人物
門下生には山田洋次、森﨑東がいる。渥美清主演の社会派風刺喜劇『拝啓天皇陛下様』は、彼らが後に手がける喜劇映画の先駆的作品だった。また、山田に関しては助監督時代からその才能を買って企画段階から関わらせることが多かったという。霧プロ時代の弟子には小林政広、古山敏幸、三村渉、プロダクション・クラップボード時代の弟子には檜木田正史らがいる。
無類の推理モノ好きで、撮影終了後や食事中には推理小説の話をすることが多くて日常の話はほとんどせず、自宅を入ってすぐの廊下の両側にある本棚は、推理小説の本で埋め尽くされていたという。また、キャリア後期の『震える舌』『真夜中の招待状』ではオカルト的な恐怖描写を前面に出すなど、技術的にはモダンな作風であった。
「映画の良し悪しは観客が決める」が信条であったため、自身の作品を批評することはほとんどなかったが、息子の野村芳樹によれば『昭和枯れすすき』だけは文化庁から評価されて1000万円のボーナスが出たため、とても満足していたという。
助監督も務めた大嶺俊順によれば、車の運転が好きで、撮影が終わると大船から自宅まで第三京浜を猛スピードで走らせるのが日課だったため、誰も野村の運転する乗用車には乗りたがらなかったという。

## 主な監督作品
- 鳩（1952年）
- 次男坊（1953年）
- 愚弟賢兄（1953年）
- きんぴら先生とお嬢さん（1953年）
- 鞍馬天狗 青面夜叉（1953年）
- 青春三羽烏（1953年）
- 慶安水滸伝（1953年）
- 伊豆の踊子（1954年）　※美空ひばり版

『張込み』（1958年）

- 青春ロマンスシート 青草に坐す（1954年）
- びっくり五十三次（1954年）
- 大学は出たけれど（1955年）
- おとこ大学 新婚教室（1955年）
- 亡命記（1955年）
- 東京-香港 蜜月旅行（1955年）
- 花嫁はどこにいる（1955年）
- 太陽は日々新たなり（1955年）
- 角帽三羽烏（1956年）
- 旅がらす伊太郎（1956年）
- 次男坊故郷へ行く（1956年）
- 花嫁募集中（1956年）
- ここは静かなり（1956年）
- 踊る摩天楼（1956年）
- 伴淳・森繁の糞尿譚（1957年）
- 花嫁のおのろけ（1958年）
- 張込み（1958年）
- 月給13,000円（1958年）
- モダン道中 その恋待ったなし（1958年）
- どんと行こうぜ（1959年）
- 銀座のお兄ちゃん挑戦す（1960年）
- 黄色いさくらんぼ（1960年）
- 鑑賞用男性（1960年）
- 最後の切札（1960年）
- ゼロの焦点（1961年）
- 恋の画集（1961年）
- 背徳のメス（1961年）
- 春の山脈（1962年）
- 左ききの狙撃者 東京湾（1962年）
- あの橋の畔で（1962年）
  - あの橋の畔で 第2部（1962年）
  - あの橋の畔で 第3部（1963年）
- 拝啓天皇陛下様（1963年）
- あの橋の畔で 完結篇（1963年）
- 続・拝啓天皇陛下様（1964年）
- 拝啓総理大臣様（1964年）
- 五瓣の椿（1964年）
- 素敵な今晩わ（1965年）
- 暖流（1966年）
- おはなはん（1966年）
  - おはなはん 第二部（1966年）
- 命果てる日まで（1966年）
- あゝ君が愛（1967年）
- 女たちの庭（1967年）
- 女の一生（1967年）
- 男なら振りむくな（1967年）
- 夜明けの二人（1968年）
- 白昼堂々（1968年）
- コント55号と水前寺清子の神様の恋人（1968年）
- でっかいでっかい野郎（1969年）
- コント55号と水前寺清子のワン・ツー・パンチ三百六十五歩のマーチ（1969年）
- チンチン55号ぶっ飛ばせ!! 出発進行（1969年）
- ひばり・橋の花と喧嘩（1969年）
- 影の車（1970年）
- 三度笠だよ人生は（1970年）
- こちら55号応答せよ! 危機百発（1970年）
- なにがなんでも為五郎（1970年）
- コント55号水前寺清子の大勝負（1970年）
- やるぞみておれ為五郎（1971年）
- 花も実もある為五郎（1971年）
- コント55号とミーコの絶体絶命（1971年）
- 初笑い びっくり武士道（1971年）
- しなの川（1973年）
- ダメおやじ（1973年）
- 東京ド真ン中（1974年）
- 砂の器（1974年）
- 昭和枯れすすき（1975年）
- 八つ墓村（1977年）
- 事件（1978年）第2回日本アカデミー賞最優秀監督賞
- 鬼畜（1978年）
- 配達されない三通の手紙（1979年）
- わるいやつら（1980年）
- 震える舌（1980年）
- 真夜中の招待状（1981年）
- 疑惑（1982年）
- 迷走地図（1983年）
- ねずみ小僧怪盗伝（1984年）
- 危険な女たち（1985年）

## その他の映像作品
- 素晴らしき招待（1955年10月11日公開、杉岡次郎監督、松竹） - 脚本
- 二階の他人（1961年12月15日公開、山田洋次監督、松竹） - 脚色
- さそり（1967年5月13日公開、水川淳三監督、松竹） - 脚本
- 濡れた逢びき（1967年10月26日公開、前田陽一監督、松竹） - 脚色
- 天使の誘惑（1968年7月20日公開、田中康義監督、松竹） - 脚本
- 青春大全集（1970年12月16日公開、水川淳三監督、松竹） - 原作
- 人生劇場 青春･愛欲･残侠篇（1972年7月15日公開、加藤泰監督、松竹） - 脚本
- 花と龍 青雲篇 愛憎篇 怒涛篇（1973年3月17日公開、加藤泰監督、松竹） - 脚本
- 宮本武蔵（1973年7月14日公開、加藤泰監督、松竹） - 脚本
- 八甲田山（1977年6月4日公開、森谷司郎監督、東宝） - 製作
- 幻の湖（1982年9月11日公開、橋本忍監督、東宝） - 製作
- 天城越え（1983年2月19日公開、三村晴彦監督、松竹） - 製作
- きつね（1983年6月4日公開、仲倉重郎監督、松竹） - 製作
- 彩り河（1984年4月14日公開、三村晴彦監督、松竹） - 製作、脚本
- キネマの天地（1986年8月2日公開、山田洋次監督、松竹） - 製作
- 復活の朝（1992年11月21日公開、吉田剛監督、松竹） - 製作総指揮、製作

## エピソード
- 野村が『砂の器』を長期間かけて製作するのと並行して、コント55号主演の映画を2本作ってしまった。55号の映画のラッシュは一度見るだけなのに、『砂の器』のラッシュは繰り返し見ていた。55号の萩本欽一が野村に「55号の映画とは力の入れ方が全然違いますね」と言ったところ、野村は「欽ちゃんの映画がたくさんお客を入れてくれるから、こういういい映画を作る機会が与えられるの。だから欽ちゃんの映画も僕は大事なんだよ」と答えたという[6]。

## 研究文献
- 樋口尚文『『砂の器 』と『日本沈没』 70年代日本の超大作映画』（筑摩書房、2004年） ISBN 9784480873439
樋口は映画評論家、およそ30ページにわたる映画『砂の器』の分析の中で、野村の名職人的な演出の明晰さを語っている。2005年の野村逝去時にも、新聞に野村演出への愛情に満ちた追悼文を寄稿。一方で『八つ墓村』で主演した萩原健一は、回想『ショーケン』で、現場ほほとんど川又昂カメラマンが仕切っており、野村にはエスケープ癖もあったと暴露している。
- 『映画の匠 野村芳太郎』（ワイズ出版、2020年6月、野村芳樹監修、小林淳編）、資料集成と関係者の証言
- 西松優『映画監督 野村芳太郎私論』（ブイツーソリューション、2024年1月）